# 経済新体制確立要綱
経済新体制確立要綱（けいざいしんたいせいかくりつようこう、旧字体：經濟新體制確立要󠄁綱）は、1940年12月7日に第2次近衛内閣によって閣議決定された、経済体制についての要綱である。

## 内容
昭和15年12月7日　閣議決定
第一、基本方針
日満支を一環とし大東亜を包容して自給自足の共栄圏を確立し、其の圏内に於ける資源に基きて国防経済の自主性を確保し官民協力の下に重要産業を中心として総合的計画経済を遂行し以て時局の緊急に対処し国防国家体制の完成に資し依って軍備の充実国民生活の安定国民経済の恒久的繁栄を図らんとす
而して之が為には　
（一）企業体制を確立し資本、経営、労務の有機的一体たる企業をして国家総合計画の下に国民経済の構成部分として企業担当者の創意と責任とに於て自主的経営に任ぜしめ其の最高能率の発揮に依って生産力を増強せしめ
（二）公益優先、職分奉公の趣旨に従って国民経済を指導すると共に経済団体の編成に依り国民経済をして有機的一体として国家総力を発揮し高度国防の国家目的を達成せしむるを要す
本要綱の実施に当りては現下の時局に鑑み其の緊急なるものに重点を置き必要に応じ逐次之を実施するものとし生産力の低下、配給の不円滑を生ずることなく民心の不安を来すことなきを期す、尚本体制の整備に即応して関係行政機構及其の事務の再編成を行う
第二、企業体制
企業体制を確立し各箇の企業をして国家目的に従い其の創意と責任とに於て之を経営せしめ生産の確保増強を期す
一、企業は民営を本位とし国営及国策会社に依る経営は特別の必要ある場合に限る
二、企業は其の性質に依り一定の基準に従い之が設立等に付必要に応じ制限を加う
三、企業は其の性質に依り一定の基準に従い生産計画並に技術的見地より見て之を分離結合せしむることを得
四、中小企業は之を維持育成す但し其の維持困難なる場合に於ては自主的に整理統合せしめ且其の円滑なる転移を助成す
五、企業は国家的生産増強に寄与せしめ又其の恒久的発展を遂げしむる為適当なる指導統制を加う
イ、主要物資の価格を公定するに当りては中庸生産費を基礎とし適正利潤を計上す
ロ、国民経済の秩序保持に障害ある投機的利潤及独占的利潤の発生を防止すると共に適正なる企業利潤を認め持に国家生産の増強に寄与したる者に対しては其の利潤の増加を認む
ハ、企業利益の分配に当りては適当なる制限を加うるも其の超過部分は公債其の他を以て留保し一定条件に従い一定期間後に於て処分するの途を拓く
ニ、発明発見に依り国家生産の増強に寄与したる者に対しては特別なる報奨の途を講ず
ホ、技術は之を公開するの途を拓き其の優秀なるものに対しては適当の報奨を与へ以て其の進歩を促進す
ヘ、企業の設備更新を容易ならしめ其の他企業の基礎を強固ならしむる為償却を強化す
ト、企業の国家的生産増強に対する寄与に応じ重点的に其の拡充発展を助成す
六、農業水産業経営ノ企業体制に付ては別途之を考慮す
　
第三、経済団体
一、経済団体組織
イ、重要産業部門に付ては企業及組合を単位とし同一業種に属する業者又は同一物資に関する業者を網羅する業種別又は物資別経済団体を組織す
其の基本条件左の如し
(1)　経済団体は之を特殊法人とす
(2)　経済団体は業者の推薦に基き政府の認可する理事者指導の下に之を運営す
ロ、其の他の産業は前項に準じ必要に応じ業種別又は地域別系統団体に組織す
ハ、外地の企業は外地各地域に於て前各項に準じ夫々経済団体を組織す但し内地との一元的統制を特に必要とするものに付ては全国的統制に付適当なる措置を講ず
ニ、経済団体を組織するに付持に留意すべき事項左の如し
(1)　経済団体の編成に当りては重要なるものより逐次必要の順序に依り之を組織す
(2)　軍事上特に必要ある企業に付ては別途之を考慮す
(3)　全産業を統轄する最高経済団体は必要ありと認めたるときに於て之を設置す
二、経済団体の職能
イ、重要産業経済団体の職能左の如し
(1)　政府の協力機関として重要政策の立案に対し政府に協力すると共に実施計画の立案及其の計画実行の責に任じ且必要ある場合に於ては政府に意見を具申す
(2)　前項の計画実行に付下部経済団体及所属企業の指導に任ず
(3)　必要に応じ生産、配給等経営の実績調査を為すと共に生産品の品質規格の検査の衝に当り下部経済団体を監督す
(4)　共同計算其の他の方法に依り犠牲事業等に対し共助の実を挙げ産業の発展に資す
ロ、其の他の団体の職能も概ね右に準ず
三、政府の監督及び大政翼賛会との関係
イ、政府は経済団体を指導監督す、経済団体の整備に伴い其の運営は之を出来得る限り自主的ならしめ指導監督は大綱に止む
ロ、政府は経済団体の組成発達を図る為大政翼賛会と協力す
四、農林水産業に関する経済団体組織に付ては別途之を考慮す